# مزاحم زیبا
مزاحم زیبا (به فرانسوی: La Belle Noiseuse) فیلمی در ژانر درام فرانسوی به کارگردانی ژاک ریوت و بازی میشل پیکولی، جین بیرکین و امانوئل بیارت محصول سال ۱۹۹۱ است. برگرفته از داستان کوتاه "Le Chef-d'œuvre inconnu" (شاهکار ناشناخته) توسط آنوره دو بالزاک، و در زمان فرانسه امروزی است، شرح می‌دهد چگونه یک هنرمند بازنشته تحریک می‌شود تا از دوران بازنشستگی خارج شود و آخرین نقاشی از یک زن جوان زیبا را انجام دهید. این فیلم در همان سال جایزه بزرگ جشنواره فیلم کن را از آن خود کرد.

## خلاصه داستان فیلم
فرنهرفر (پیکولی)، نقاش بزرگ و مشهوری است که دوست قدیمی‌اش، پوربوس (آربونا)، نقاش جوان بلندپرواز، نیکلا (بورشتاین) و محبوبهٔ او، ماریان (بئار) به دیدنش آمده‌اند. فرنهوفر با دیدن ماریان تصمیم می‌گیرد دوباره روی شاهکار خود، مزاحم زیبا که قبلاً مدل آن همسرش، لیز (برکین) بوده، و سال‌ها پیش نیمه کاره رهایش کرده بود، کار کند. ماریان می‌پذیرد تا مدل فرنهوفر شود و نقاش با جدیت تمام مشغول خلق اثری دشوار می‌شود.

## بازخوردها
این فیلم با استقبال منتقدان روبرو شد و نظرات زیادی در مورد برهنگی گسترده بیارت روی صفحه و استفاده مشخص ریوت از زمان طولانی فیلم (در این مورد، تقریباً چهار ساعت) به همراه داشت.
راجر ایبرت منتقد فیلم شیکاگو سان تایمز در آوریل ۲۰۰۹ فیلم را به مجموعه فیلمهای بزرگ خود اضافه کرد.
این فیلم دارای رتبه ۱۰۰ در سایت تجمع مرورگر Rotten Tomatoes بر اساس ۲۹ بررسی، با میانگین ۸٫۰۸/۱۰ است. اجماع سایت می‌گوید: «یک شاهکار حسی و هیپنوتیزم، مزاحم زیبا در زمان اجرای چهار ساعته خود در حالی که توجه مخاطب را جلب می‌کند، می‌درخشد».